# 가나이 손데
가나이 손데(일본어: 金井 成大, 1990년 5월 7일~)는 일본의 남성 배우이자, 모델이다.